# Индийский носорог
 Инди́йский носоро́г (лат. Rhinoceros unicornis) — самый крупный из азиатских носорогов. По размерам это второй в Азии зверь после слона. Другие названия (которые являются зачастую лишь калькой с названий зверя в других языках) — панцирный носорог, однорогий носорог. Латинское биноминальное наименование буквально означает «носорог однорогий».

## Внешний вид
Индийский носорог — огромный и могучий зверь, достигающий веса в две с половиной и более тонны, хотя обычно меньше. Высота крупных самцов в плечах — до двух метров, самки мельче. Голая, серо-розоватая шкура этого носорога поделена складками на большие участки, свисающие, как панцирь, из-за чего животное выглядит как бы бронированным. 
Цвет шкуры, впрочем, редко можно различить, поскольку носорог почти всё время покрыт слоем грязи, в которой постоянно валяется. Толстые кожные пластинки, особенно в задней части тела, несут шишковатые вздутия. Лишь на хвосте и ушах есть небольшие кисточки жестких волос. На плечах — глубокая складка, загнутая назад. Глаза маленькие, «поросячьи», выражение их обычно сонное и какое-то обиженное. Линия верхней губы почти горизонтальная, лишь слегка изогнутая вниз, что связано с питанием (см. ниже). Единственный рог бывает до 60 см длиной, но чаще — не больше 25 см. Рог подчас, особенно у самок, едва выдаётся и представляет, по сути, заострённую шишку на носу. На ногах, как и у остальных представителей семейства, по три пальца. На нижней челюсти имеются мощные резцы, способные нанести страшные раны хищникам.

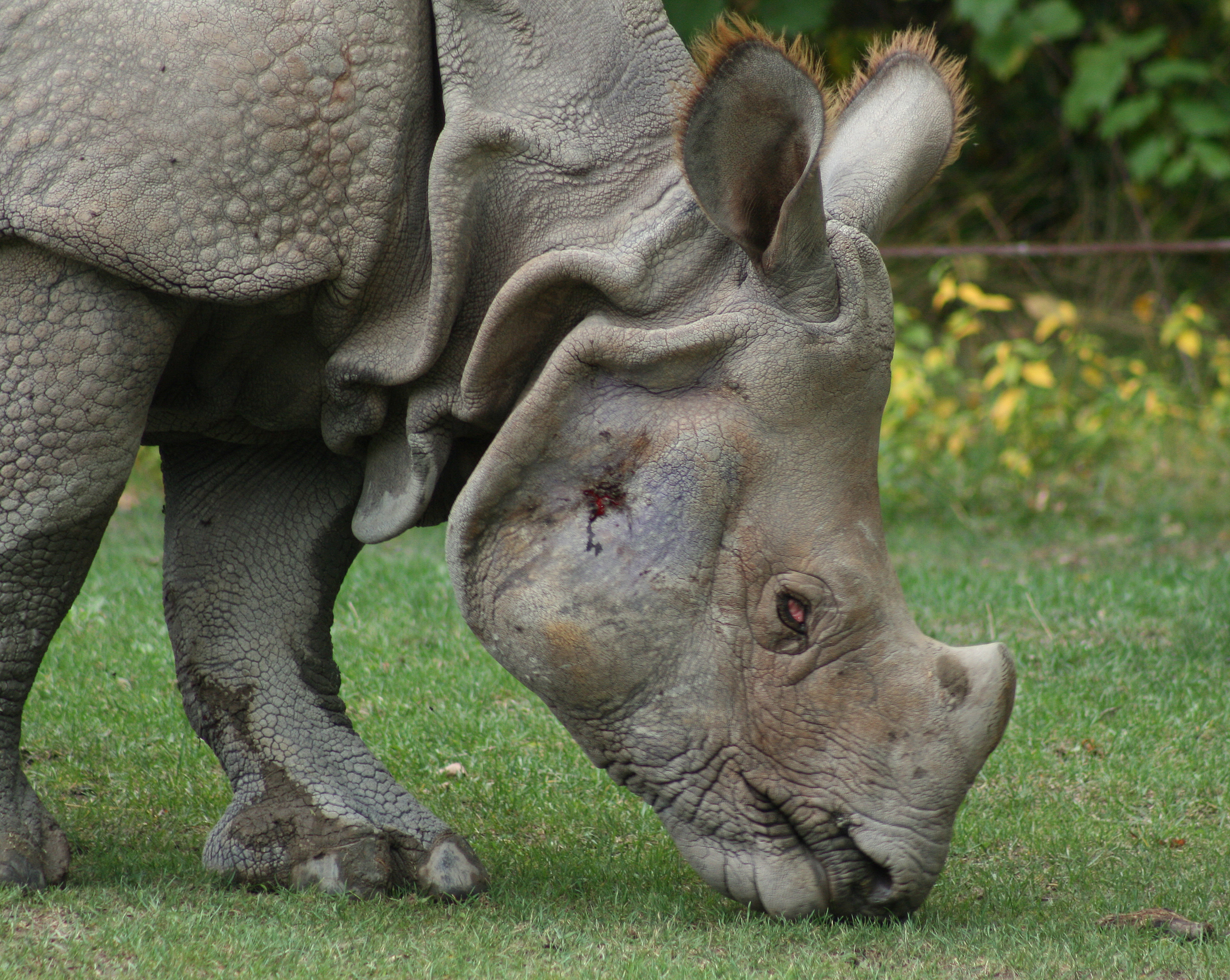
Внешность индийского носорога поразительно доисторическая (зоопарк Торонто)

Носорог в дикой природе поражает своей мощью и величиной — в панцирной броне, величавый, он кажется выходцем из минувших эпох. Он производит тяжеловесное и неуклюжее впечатление, которое, однако, обманчиво. Несмотря на кажущуюся неповоротливость, панцирный носорог обладает великолепной реакцией и подвижностью. В случае опасности или при самозащите зверь может развить на коротких участках скорость в 40 км/ч. Зрение у него, как у всех носорогов, очень слабое, слух и обоняние намного лучше. При благоприятном ветре он чует хищника или человека за многие сотни метров.

## Распространение и проблема сохранности вида
Исторический ареал индийского носорога чрезвычайно велик. Ещё несколько столетий назад он встречался по всей Южной и Юго-Восточной Азии, на север доходя до Гиндукуша; он был обычен на юге Китая, водился в восточном Иране. Автобиографическая книга Захир-ад-дина Мухаммада Бабура «Бабур-наме» (XVI век) описывает охоту этого государственного деятеля и полководца на носорогов в долине реки Кабул. На Филиппинах и Цейлоне в историческое время он, по-видимому, никогда не водился. Усиленное преследование со стороны человека, разрушение среды обитания и пищевая конкуренция со стороны домашнего скота привели к быстрому исчезновению носорогов в большинстве районов. Европейская колонизация Азии и появление хорошо вооружённых белых охотников, широкое распространение огнестрельного оружия среди местного населения в первые десятилетия XX века фактически положили конец вольному обитанию индийского носорога вне заповедников. Не меньшую, а возможно, и большую, роль сыграли сведение джунглей и постоянное увеличение населения азиатских стран.
Сейчас индийский носорог встречается только в южном Пакистане (провинция Синд), Восточной Индии и Непале (в основном на территории экорегиона Тераи-Дуара), кроме того, возможно, небольшое число носорогов ещё сохранилось на севере Бангладеш. Везде, за редчайшим исключением, он живёт на строго охраняемых территориях — кроме упомянутой незначительной популяции в труднодоступных местах Бангладеш и прилежащих районах Индии и, возможно, в пакистанской провинции Пенджаб. Самая большая популяция обитает в известном национальном парке Казиранга (индийский штат Ассам) — там живёт до 1600 голов, что составляет две трети от общей численности этого носорога в мире. Другой известный «носорожий» заповедник — парк Читван в Непале, где содержится ещё около шести сотен голов. В крупном пакистанском заповеднике Лал Сухантра обитает третья по численности популяция — около 300 голов. В Международной Красной книге индийский носорог имеет статус уязвимого вида (категория VU). Всего индийских носорогов насчитывается около двух с половиной тысяч, причём количество их растёт.В настоящее время официально насчитывается 3588 особей, благодаря согласованным усилиям по сохранению этого вида как в Индии, так и в Непале.
В целом по сравнению с суматранским и яванским носорогами индийский является довольно благополучным видом.

## Образ жизни и поведение

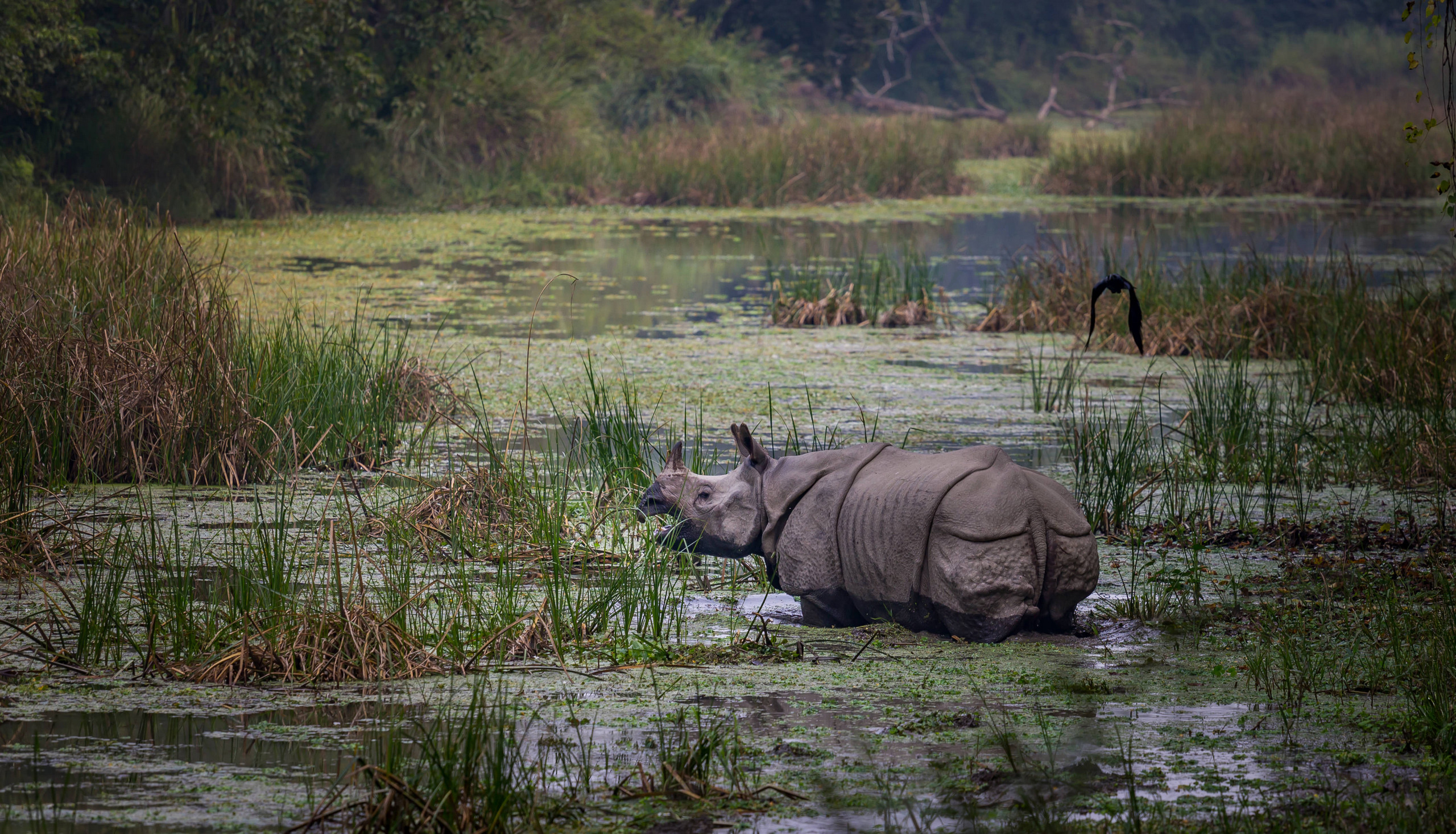
Носорог в болоте непальского национального парка Читван

Индийский носорог — травоядное животное, питающееся водными растениями, молодыми побегами тростника и слоновой травы, которые срывает с помощью ороговевшей верхней губы. Пасутся носороги в прохладное время утром и вечером, а в жаркое время дня отдыхают в маленьких озерцах или лужах, часто наполненных жидкой грязью. Наличие водоёмов жизненно необходимо носорогам, поэтому встречаются они только во влажных, часто болотистых местах. Нередко носороги кормятся прямо в водоёмах. С носорогом постоянно соседствуют птицы — цапли, индийские скворцы-майны, щурки, которые или ловят вспугнутых гигантом насекомых, или клюют клещей, сидя на его спине. В воде можно видеть несколько носорогов, мирно лежащих рядом, часто по соседству с буйволами. Однако, когда носороги выходят на берег, их мирное сосуществование кончается и нередко возникают драки. У многих носорогов видны шрамы, оставшиеся в результате таких сражений.

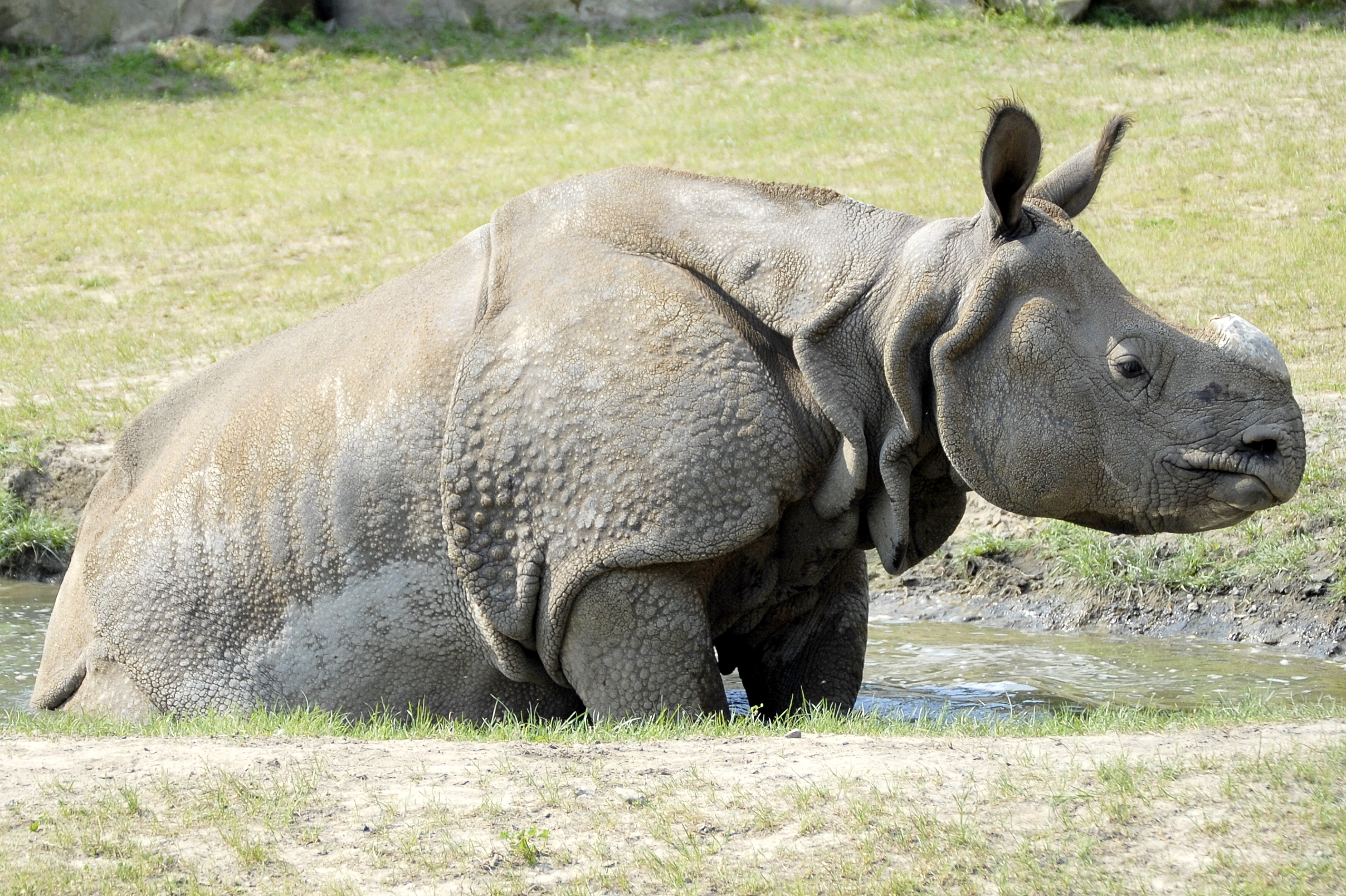
Индийский носорог в Варшаве

Большую часть времени носороги живут поодиночке, имея свой индивидуальный участок площадью около 4 кв. км. В этот участок входят густые заросли слоновой травы, а также лужа, маленькое озерцо или часть берега большого водоема. Свою территорию самцы метят большими кучами навоза. Проходя мимо такой кучи, носорог обязательно обнюхает её и отложит свой помет. Непроходимые заросли слоновой травы пересечены многочисленными тропами носорогов. Есть общие тропы, по которым ходят многие носороги к грязевым ваннам, есть и «частные», которые ведут к индивидуальным участкам, и эти тропы хозяин ревностно защищает. Индийский носорог хорошо плавает; например, в Казиранге известны случаи, когда носорог переплывал очень широкую Брахмапутру.
Голос индийского носорога невыразителен. Потревоженный зверь издает громкий храп. Самка, вероятно, подзывая детенышей, хрюкает. Такое же хрюканье время от времени издают мирно пасущиеся животные. Раненые, пойманные или вообще попавшие в затруднительное положение носороги громко ревут, а во время гона бывает слышен ещё особый, свистящий звук, который издает самка.

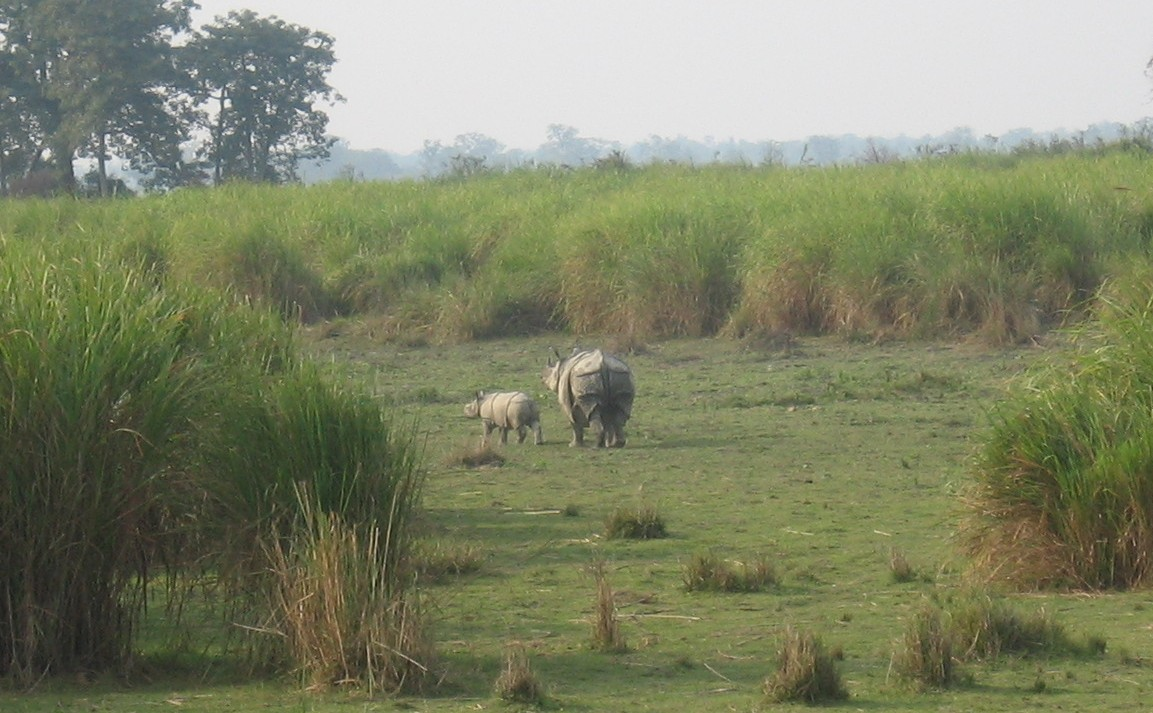
Носорожиха с детёнышем, Казиранга

Гон у носорогов бывает каждые полтора месяца. В это время самка преследует самца. Впервые самка принимает участие в размножении в 3—4-летнем возрасте, самец — в 7—9 лет. Через 16,5 месяца рождается один детеныш массой около 65 кг, розовый, со всеми складками и выростами, но без рога и с поросячьей мордочкой. Живут носороги в зоопарках около 70 лет, но в природе никогда не доживают до такого возраста.
Естественных врагов у индийского носорога нет, за исключением тигра, для которого любимое лакомство — детёныши носорога. Но в схватке со взрослым носорогом, даже самкой, у тигра шансов нет. Даже встреча с индийским слоном не опасна для панцирного носорога, который смело бросается на пришельца и, как правило, заставляет его ретироваться.
Индийский носорог сильно страдает от накожных паразитов, хотя птицы несколько спасают его от клещей и вшей. Молодняку большой урон наносят глистные инвазии.

## Индийский носорог и человек

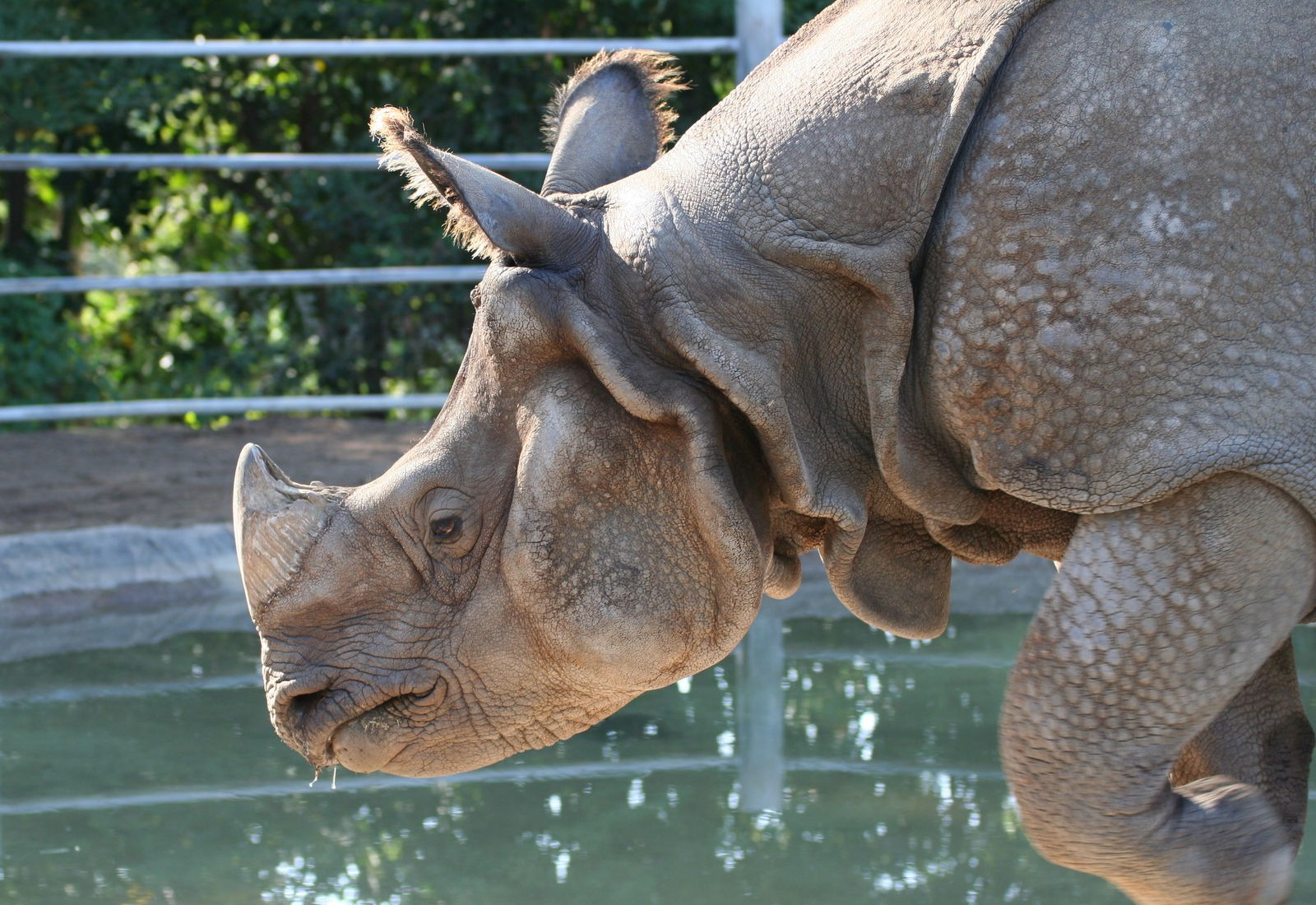
Рог — проклятие носорога

Несмотря на то, что в современных Индии, Пакистане, Непале и Бангладеш мясо индийского носорога в пищу не употребляется, в глубокой древности он, несомненно, являлся объектом охоты. Окаменелые остатки его мелкого островного подвида Rhinoceros philippinensis, найденные в 2014 году на острове Лусон Филиппинского архипелага в долине Кагаян, а позже при строительстве Манильского метрополитена, датированные VII тыс. до н. э., носят бесспорные следы первобытных человеческих орудий. Охотились на носорогов и лесные племена стран Юго-Восточной Азии, где он некогда был также распространён.

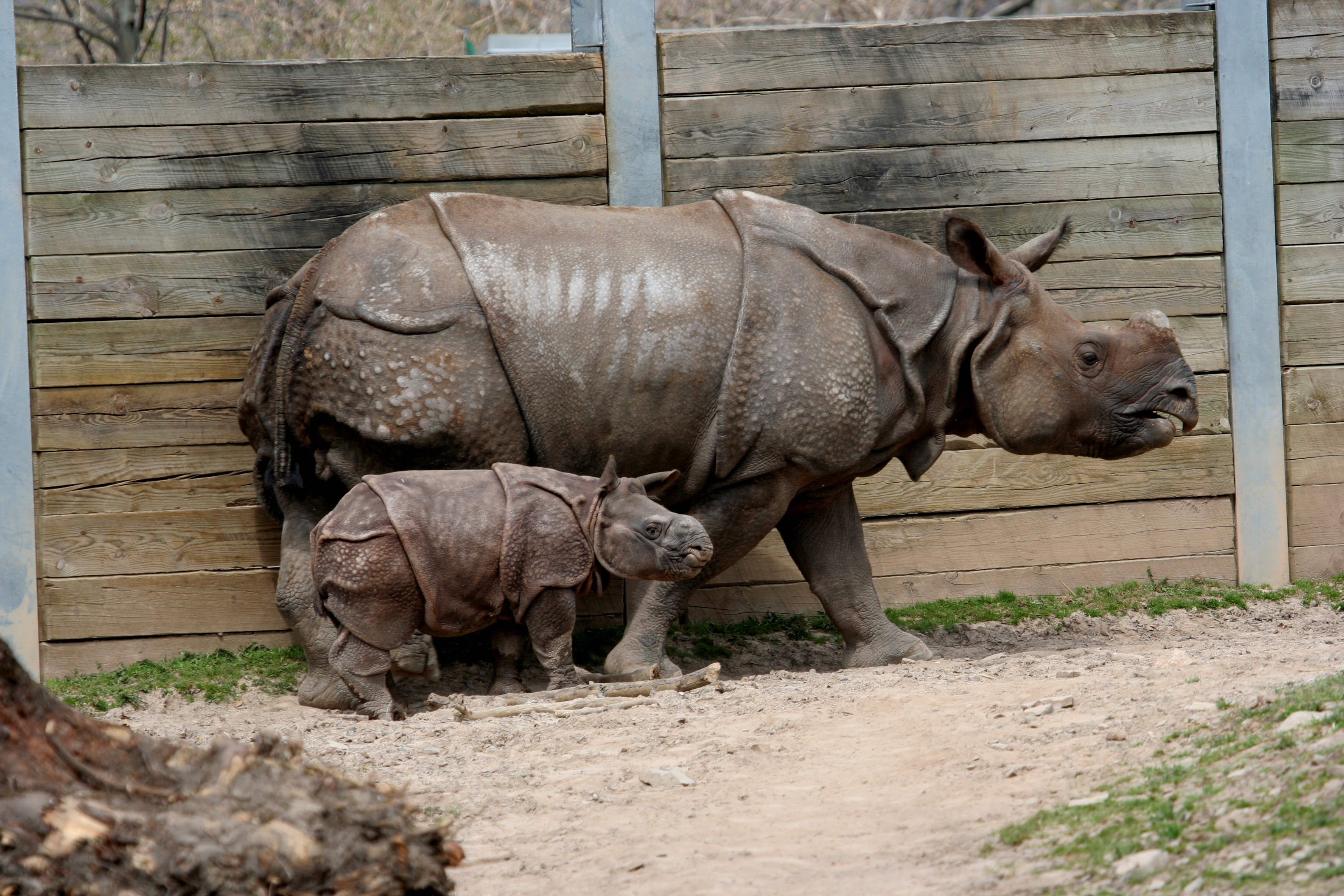
Самка с детёнышем

В настоящее время с человеком и домашними животными индийский носорог в местах своего обитания сталкивается нередко, несмотря на меры, принимаемые для его изоляции от людей. Даже в Казиранге носороги, едва выйдя за пределы парка, оказываются в довольно густо заселённой местности. Они не упускают возможности попастись на крестьянских полях и в таком случае вполне вероятна встреча земледельцев с носорогом — тогда крестьяне криками и бросанием палок стараются прогнать зверя обратно в заповедник. Там, где возможны набеги носорогов на поля, ущерб от них может быть достаточно велик.

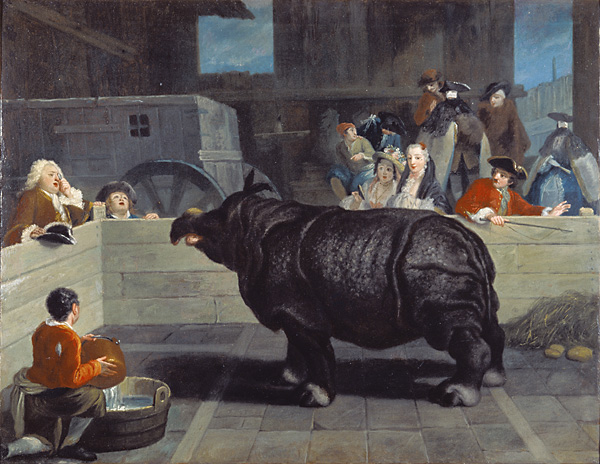
«Носорог в Венеции». Худ. Пьетро Лонги, 1751 г.

Носороги, с учётом их далеко не мирного нрава, могут быть весьма опасны. Нередко раздраженный носорог, особенно самка с малышом, бросается с храпом на ездового слона и не всегда махауту (погонщику слонов) удается удержать своего подопечного. Если слон хорошо обучен и махаут опытен, то при атаке носорога слон остаётся на месте, а носорог, не добежав несколько шагов, останавливается или сворачивает в сторону. Но если слон не выдержит, повернёт и начнет удирать через высокую траву и кусты, то седоку будет трудно удержаться на его спине. Убежать от нападающего носорога почти невозможно. Такие атаки часто бывают ничем не спровоцированы, так что приближаться к индийским носорогам не рекомендуется. Нападающий носорог дерётся не столько рогом, сколько резцами нижней челюсти, нанося ими секущие удары. Существуют непроверенные сведения об использовании боевых носорогов индийскими раджами в феодальных войнах.
Главная угроза для индийского носорога — браконьерство, связанное с древним поверьем о чудодейственной силе носорожьего рога. Суеверия различных народов Азии совершенно безосновательно приписывали ему — и приписывают по сей день — свойства то необыкновенного афродизиака, то чудодейственного средства от всех возможных ядов. Соответственно, цена рога на чёрном рынке весьма велика, так что индийский или непальский бедняк, убивший носорога и сумевший скрыться от полиции, может неплохо разбогатеть. Поэтому борьба с браконьерством чрезвычайно трудна и незаконная охота каждый год уносит жизни не одного носорога даже в заповедниках. Ситуацию несколько исправили суровые законы, введённые в Индии в 70-80-е годы — так, егерям в Казиранге разрешено стрелять на поражение без предупреждения в любого неизвестного, кто будет замечен на территории парка с оружием.

## Индийский носорог в культуре

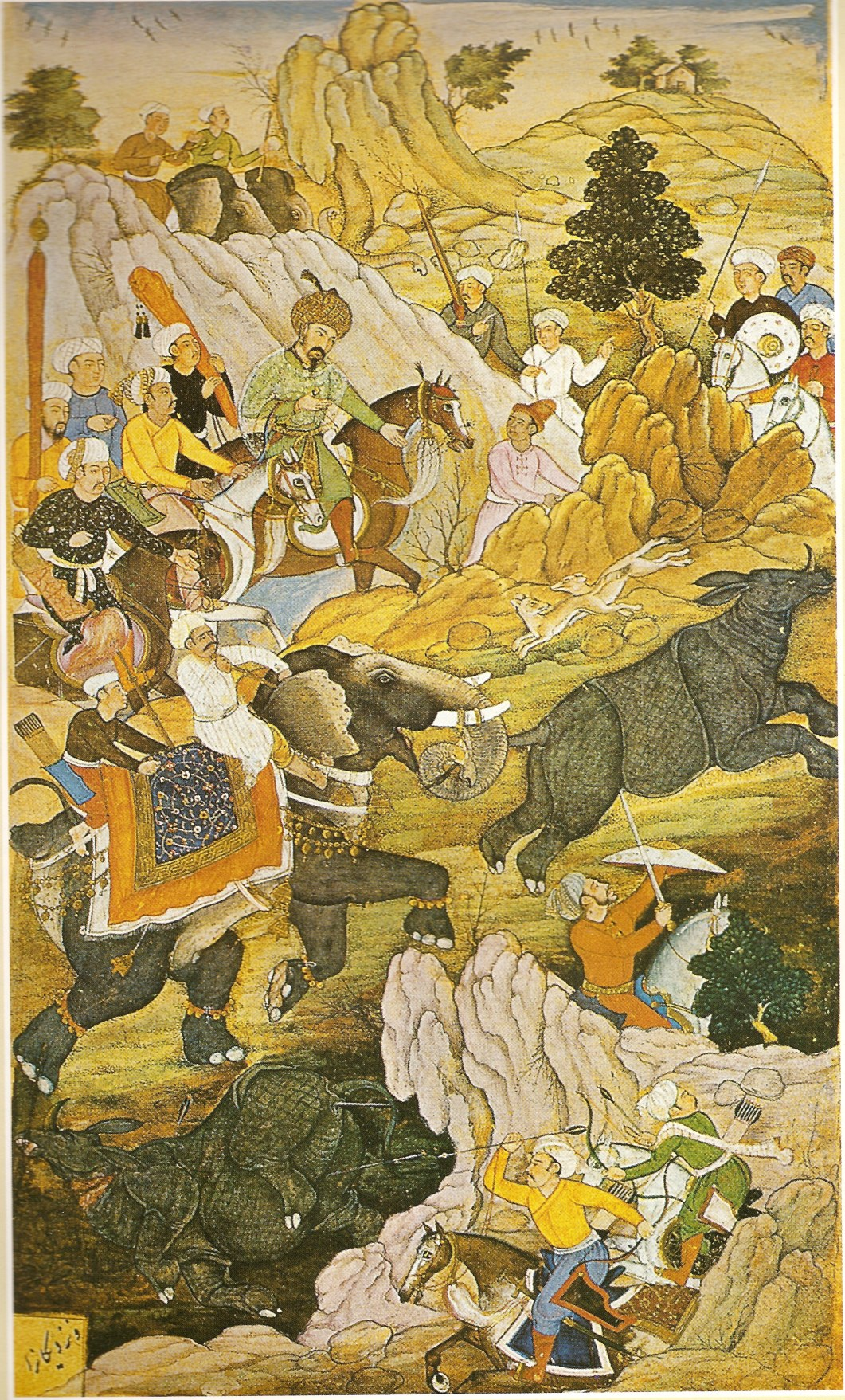
Охота падишаха Бабура на индийского носорога (ок. 1530 г.)

Индийских носорогов хорошо знали жители городов и селений Индской цивилизации — Мохенджо-Даро, Хараппы и др. — изображая их на своих печатях. Древнейшее подобное изображение индийского носорога обнаружено в 1970-х годах при раскопках самой северной хараппской колонии — городища Шортугай, расположенного на севере Афганистана, у места слияния рек Кокча и Пяндж, и относится к 2000 году до н. э.
По мнению современных ученых, около 5000 лет тому назад, когда климат был более благоприятным, а растительность обильной, индийские носороги водились в долине Инда. Еще в 1398 году Тамерлан, совершивший поход в Индию, убил на охоте немало носорогов на границе Кашмира. 
Индийский носорог — по-видимому, первый из носорогов, с которым непосредственно столкнулись европейцы. Одно из первых известных изображений носорога — знаменитая гравюра А. Дюрера «Носорог», которую великий художник создал, не имея перед глазами самого зверя. Поэтому носорог на гравюре и выглядит так странно, словно закованный в настоящую железную броню. Этот индийский носорог появился в Лиссабоне в мае 1515 года. Носорога привезли из Камбея (Западная Индия) в качестве подарка португальскому королю Мануэлю I от гуджаратского султана Музаффара II. Затем он был выставлен на всеобщее обозрение и через некоторое время отправлен в подарок римскому папе. Но папа так и не получил свой подарок. Во время перевозки носорог затонул вместе с кораблем во время шторма.
Охота на носорогов была одним из излюбленных развлечений многих индийских феодалов. Известны многочисленные миниатюры XVI—XVII веков, изображающие падишахов из династии Великих Моголов, верхом на слоне охотящихся на носорога. Для таких царских охот снаряжались пышные многолюдные процессии.